# William Gardiner (mathématicien)
Pour les articles homonymes, voir William Gardiner et Gardiner.
William Gardiner est un mathématicien anglais du XVIIIe siècle.
Il est auteur de Tables de logarithmes estimées, Londres, 1742, in-fol., qui ont été plusieurs fois revues et imprimées depuis, notamment par Callet, Paris, 1783 et 1795.